# ريكاردو لوبيز منديز
ريكاردو لوبيز منديز (بالإسبانية: Ricardo López Méndez)‏ هو كاتب أغاني وكاتب وشاعر مكسيكي، ولد في 7 فبراير 1903 في إسامال ‏ في المكسيك، وتوفي في 28 ديسمبر 1989 في كويرنافاكا في المكسيك.

## وصلات خارجية
- ريكاردو لوبيز منديز على موقع IMDb (الإنجليزية)
- ريكاردو لوبيز منديز على موقع ميوزك برينز (الإنجليزية)
- ريكاردو لوبيز منديز على موقع قاعدة بيانات برودواي على الإنترنت (الإنجليزية)
- ريكاردو لوبيز منديز على موقع أول ميوزيك (الإنجليزية)
- ريكاردو لوبيز منديز على موقع ديسكوغز (الإنجليزية)